# 隼の瀬眺望公園
隼の瀬眺望公園（はやぶさのせちょうぼうこうえん）は、山形県村山市にある公園。

## 概要
最上川沿いに整備された公園で、2009年に落成。公園のすぐそばに最上川三難所の一つ、隼が存在する。隼の瀬を間近に見ることができる。周り一帯は田んぼや民家があるのみで、県道から外れ、小道を進んで行かなければならない。
村山市フットパス散策マップの②地点に指定されており、園内には村山市フットパス散策コースの案内マップもある。公園には公衆トイレが設置されており、芋煮やバーベキューができるかまどや水道が整備されている。毎年8月の中頃、10月の紅葉シーズン、3月の山ノ内雪まつり期間中は夜になると対岸がライトアップされる。
上流から数え3番目となる最上川三難所の隼の瀬は、最上川最大の難所とされており、岩礁が川全体を覆い、急流となっている。舟運が行われていた1846年、には250俵の年貢米を積む新庄藩の船が破船、1857年にも最上商人の船が破船するなど、数々の船がこの瀬の通行に苦戦をしたという。村山市には最上川三難所舟下りが存在し、実際に三難所での舟下りを体感することができるが、隼の瀬のみは危険が伴うために立ち入りができないほど流れが急である。

## 周辺
- 隼橋（山形県道36号新庄次年子村山線）